# Petrocallis
Petrocallis és un gènere de plantes amb flors dins la família brassicàcia. En té tres espècies. Als Països Catalans només es presenta l'espècie draba pirinenca (Petrocallis pyrenaica).

## Taxonomia
- Petrocallis araratica
- Petrocallis fenestrata
- Petrocallis pyrenaica